# Везул
Везул (фр. Vesoul) град је у Француској у региону Franche-Comté, у департману Haute-Saône.
По подацима из 2011. године број становника у месту је био 15623.

## Демографија
| 1962.  | 1968.  | 1975.  | 1982.  | 1990.  | 2011.  |
| ------ | ------ | ------ | ------ | ------ | ------ |
| 13 678 | 16 352 | 18 173 | 18 412 | 17 614 | 15.623 |

## Партнерски градови
- Герлинген